# باشگاه فوتبال دمژاله
باشگاه فوتبال دمژاله (انگلیسی: Domžale Football Club) یک باشگاه فوتبال اسلوونیایی مستقر در دمژاله هستند و در لیگ دسته اول فوتبال اسلوونی، بالاترین سطح فوتبال در این کشور، به فعالیت می‌پردازند. آن‌ها سابقه قهرمانی در هر دو مسابقه سراسری اسلوونی، یعنی جام حذفی فوتبال اسلوونی و لیگ دسته اول فوتبال اسلوونی را در کارنامه خود دارند.
دمژاله بازی‌های خانگی خود را در دمژاله اسپورتس پارک برگزار می‌کند که ۳۱۰۰ نفر ظرفیت دارد.